# Jaskinia Stalagmitowa
Jaskinia Stalagmitowa – jaskinia o długości 110 m i głębokości 15,2 m w Górze Zelce (Jura Wieluńska).
Jaskinia ma postać 7-metrowej studni, z dna której odchodzą korytarze i komory. Dawniej występowała tu bogata szata naciekowa – stalaktyty i szczególnie liczne stalagmity, od których jaskinia wzięła nazwę. W jaskini prowadzono eksploatację wapienia i kalcytu, w wyniku czego korytarze zostały poszerzone, a nacieki w większości zniszczone. Pozostały nieliczne kuliste nacieki oraz żyła kalcytu.

Obecnie jaskinia objęta jest ochroną w ramach rezerwatu przyrody Węże. Jest udostępniona do zwiedzania – wejście jest zadaszone, a na dno jaskini można się dostać po metalowej drabinie.

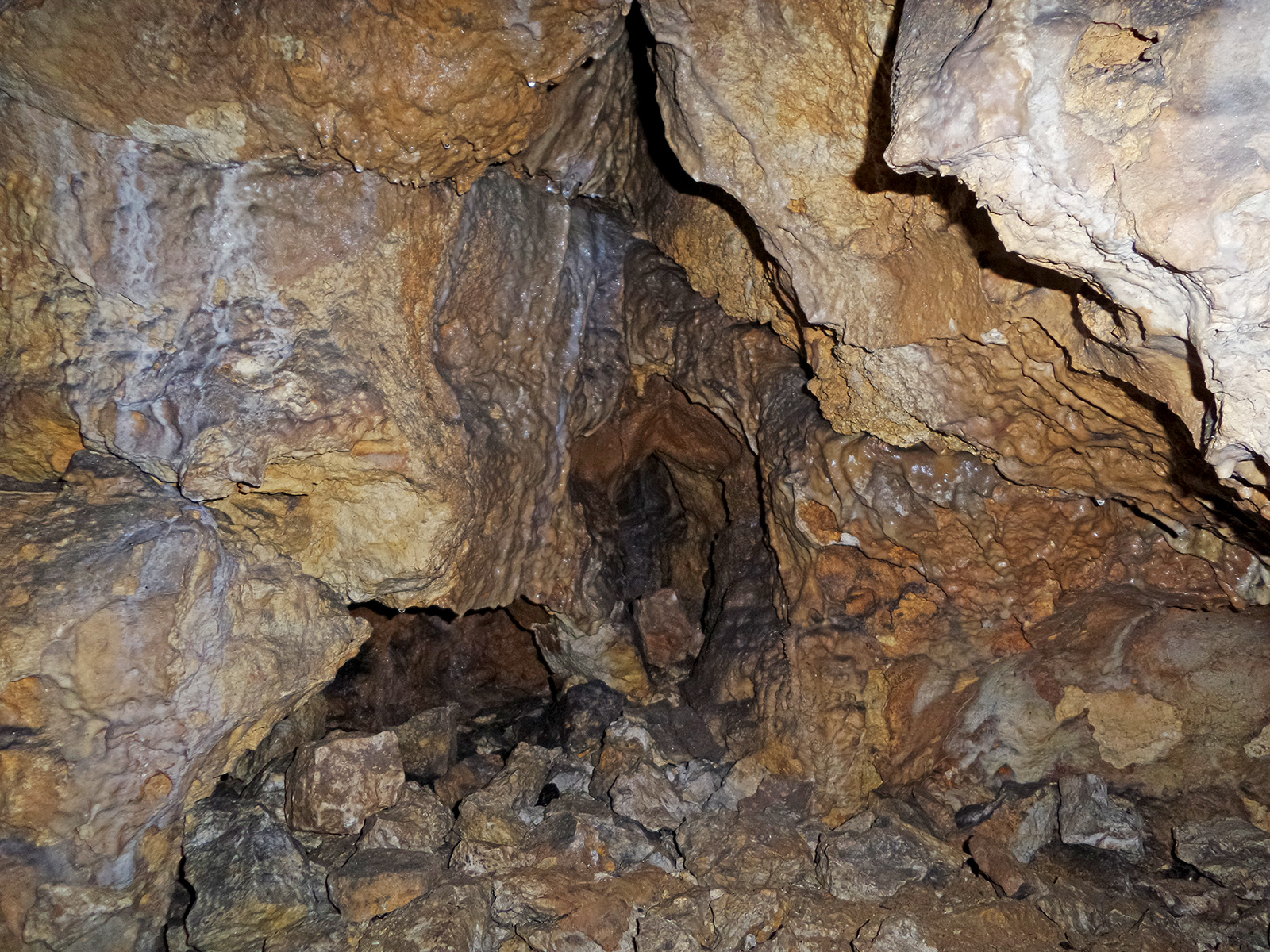
Wnętrze jaskini